# Třída Caroline
Třída Caroline byla třída lehkých křižníků Royal Navy. Byla to první ze sedmi tříd lehkých křižníků souhrnně označovaných jako třída C. Celkem bylo postaveno šest jednotek této třídy. Ve službě byly od roku 1914. Účastnily se první světové války. Žádný křižník nebyl ve službě ztracen. Pět jich bylo vyřazeno a sešrotováno ve 20.–30. letech. Lehký křižník Caroline byl zachován jako muzejní loď.

## Stavba
Stavební program pro rok 1913 zahrnoval osm lehkých křižníků, které byly vylepšenou verzí třídy Arethusa. Nakonec bylo šest postaveno v rámci třídy Caroline a dva jako vylepšená třída Calliope. Oproti třídě Arethusa byl prodloužen a rozšířen trup a zesílena výzbroj. Celkem bylo postaveno šest jednotek této třídy. Do služby byly přijaty v letech 1914–1915.
Jednotky třídy Caroline:
| Jméno     | Loděnice          | Založení kýlu     | Spuštění na vodu   | Přijetí do služby | Status                                                 |
| --------- | ----------------- | ----------------- | ------------------ | ----------------- | ------------------------------------------------------ |
| Caroline  | Cammell Laird     | 28. ledna 1914    | 29. září 1914      | prosinec 1914     | Od roku 1924 využíván v pomocných rolích. Muzejní loď. |
| Carysfort | Hawthorn Leslie   | 25. února 1914    | 14. listopadu 1914 | červen 1915       | Prodán do šrotu 1931.                                  |
| Cleopatra | Swan Hunter       | 26. února 1914    | 14. ledna 1915     | červen 1915       | Prodán do šrotu 1934.                                  |
| Comus     | Cammell Laird     | 3. listopadu 1913 | 16. prosince 1914  | leden 1915        | Prodán do šrotu 1931.                                  |
| Conquest  | Scott             | 3. března 1914    | 20. ledna 1915     | červen 1915       | Prodán do šrotu 1930.                                  |
| Cordelia  | Pembroke Dockyard | 21. července 1913 | 23. února 1914     | leden 1915        | Prodán do šrotu 1923.                                  |

## Konstrukce

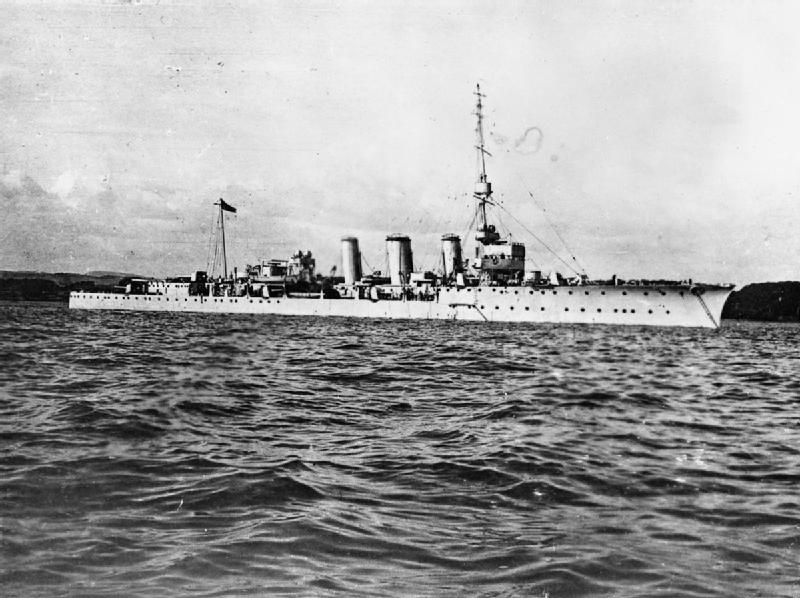
HMS Cordelia

Hlavní výzbroj tvořily dva 152mm/45 kanóny Mk.XII umístěné na zádi, které doplňovalo osm 102mm/45 kanónů QF Mk.IV na přídi a bocích trupu. Dále je doplňoval jeden protiletadlový 76mm kanón, čtyři 47mm kanóny a dva dvojité 533mm torpédomety. Pohonný systém tvořilo osm kotlů Yarrow a čtyři parní turbíny Parsons (pouze Carysfort Brown-Curtis) o výkonu 40 000 hp, pohánějící čtyři lodní šrouby. Nejvyšší rychlost dosahovala 28,5 uzlu.

### Modifikace
V letech 1916–1917 byly dva příďové 102mm kanóny nahrazeny třetím 152mm kanónem Mk.XII. Roku 1918 byl odstraněn zbytek 102mm kanónů, které nahradil čtvrtý 152mm kanón. Odstraněn byl také 76mm kanón, který u tří křižníků (Caroline, Carysfort a Comus) nahradily dva 76mm kanóny Mk.I. Naopak Cleopatra dostala dva protiletadlové 102mm kanony a dva 40mm kanóny, Conquest jeden 102mm kanón a dva 40mm kanóny a poslední Cordelia pouze jeden 102mm kanón. Zároveň původní stěžeň nahradil robustnější trojnožkový. Ve stejné době se počet torpédometů zvýšil na šest.
Roku 1915 byla na křižníky Carysfort a Cleopatra instalována plošina, ze které měl startovat stíhací letoun proti německým vzducholodím. Roku 1916 byly plošiny odstraněny. Vylepšená plošina byla v letech 1917–1918 instalována na křižníky Caroline a Comus. Roku 1918 byla plošina odstraněna. Ještě po válce byly křižníky dále upravovány.

## Osudy

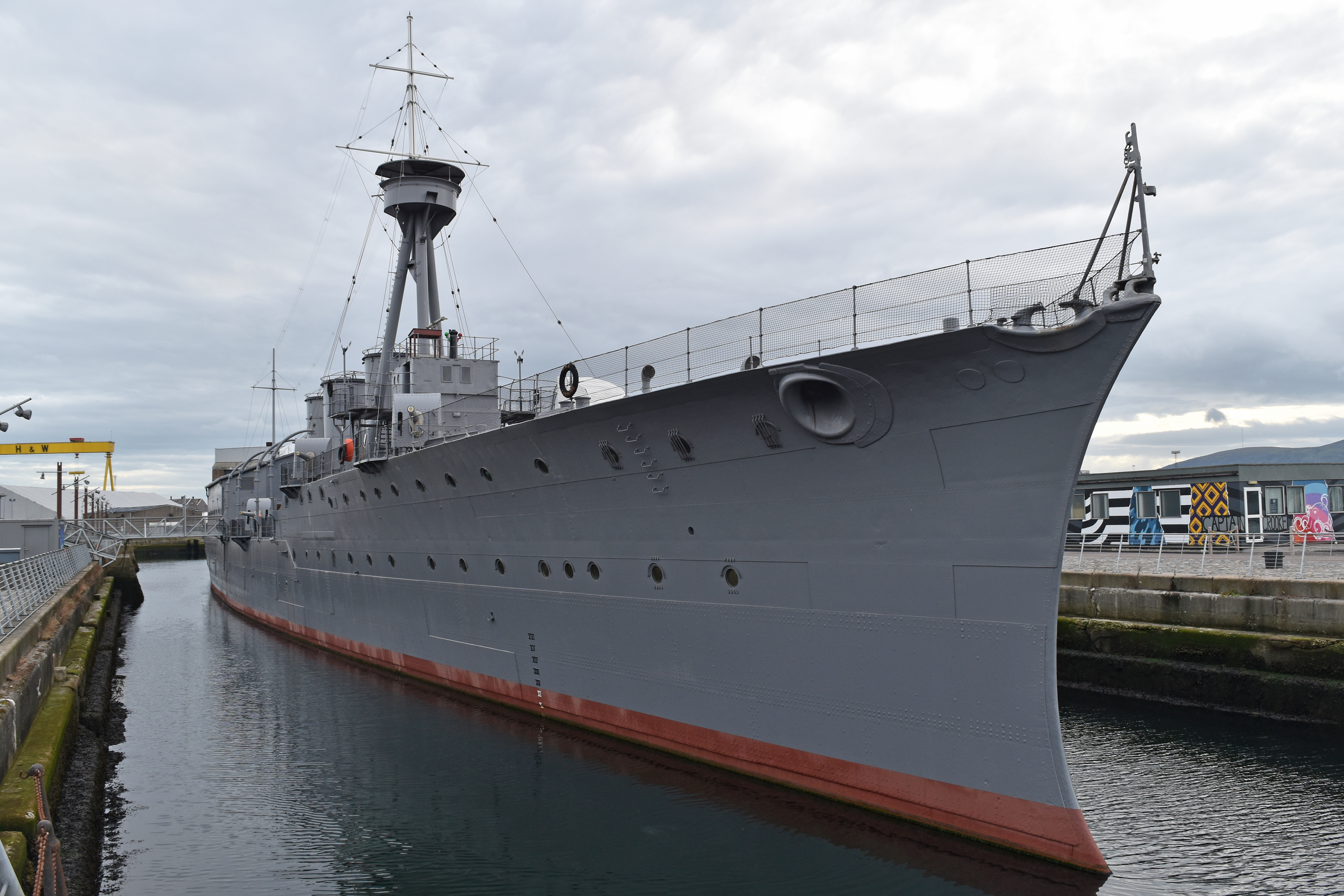
HMS Caroline v roce 2018

Všechny jednotky byly nasazeny v první světové válce. Například Caroline, Comus a Cordelia bojovaly roku 1916 v bitvě u Jutska. Všech šest lodí válku přečkalo a v následujících dvou dekádách byly postupně vyřazovány — Cordelia v roce 1923, Conquest v roce 1930, Carysfort a Cleopatra v roce 1931 a nakonec Comus roku 1934.
Lehký křižník Caroline byl od roku 1924 využíván jako depotní loď a později jako stacionární cvičná loď v Belfastu. Jako jediný ze všech křižníků třídy C se dochoval dodnes.